# Raecius scharffi
Raecius scharffi is een spinnensoort uit de familie Udubidae. De soort komt voor in Tanzania.